# جورج ستون
جورج ستون (بالإنجليزية: George Stone)‏ هو عازف جاز وملحن أمريكي، ولد في 19 يناير 1965.

## وصلات خارجية
- جورج ستون على موقع ميوزك برينز (الإنجليزية)
- جورج ستون على موقع ديسكوغز (الإنجليزية)